# Романов, Алексей Дмитриевич
Алексей Дмитриевич Романов (род. 24 сентября 1952, Москва) — советский и российский музыкант, гитарист, вокалист рок-групп «Воскресение», «СВ», «Машина времени», «Кузнецкий мост». Участвовал также в трио Романов—Сапунов—Кобзон и сотрудничал с группой фламенко Los De Moscu. Бессменный лидер и основной автор песен группы «Воскресение».

## Биография
Родился 24 сентября 1952 года в Москве.
Окончил МАРХИ. Любимый стиль — модерн.

В семье все пели. Дед Романов, например. У него, как положено, происхождение пролетарское… Прадед Александр Петрович Романов… Судя по фотографиям, то ли они брали одежду напрокат, то ли действительно были аристократами. А Николай Александрович Романов, кроме того, что был прекрасный спортсмен, брал музыкальный инструмент и тут же на нём играл. Со стороны матери азербайджанские предки. Там вообще все были артисты. Мамина сестра — колоратурное сопрано. Музыка всегда была в доме. Но у меня не было никакой музыкальной школы. Я был обычный московский школьник. Родители работали, и я был предоставлен сам себе. Мы с мальчишками воровали морковь на колхозных полях, а потом всех накрыло. Все до единого стали битломанами.— Алексей Романов
Отец очень хотел, чтобы Алексей аккомпанировал цыганские романсы. Так появилась первая гитара. Потом событием стал совместный концерт Эллы Фицджеральд и Луи Армстронга, оставленный дядей на бобине, вместе с магнитофоном «Яуза-5». Там были и альбомы Элвиса Пресли. Алексею исполнилось тогда лет десять. Его родственники, двоюродные братья и сестры, тоже увлекались рок-н-роллом и давали его слушать. К моменту появления «Битлз» уже имелась  вторая гитара (первая к тому времени просто развалилась), и Романов серьёзно подошёл к технике. В 16 лет играл в своей первой рок-группе. Первой рок-музыкой на русском языке, которую он услышал, была песня группы «Сокол» к мультфильму «Фильм, фильм, фильм».
В 1969 году организовал совместно с вокалистом и пианистом Виктором Кистановым дуэт «Бродячие облака». «Они», как пишет Андрей Макаревич, «нежно и музыкально пели битловские песни — выходило, что называется, один к одному — то, чего „Машина“ никогда не могла добиться…». Через год возникла группа с оригинальным названием «Ребята, которые начинают играть, когда полосатый гиппопотам пересекает реку Замбези», куда, помимо Романова и Кистанова, входили гитарист Сергей Цвиликов, бас-гитарист Александр Шадрин и игравший до этого в первом составе «Машины времени» барабанщик Юрий Борзов. Ещё через год группа распалась.
Вместе с Макаревичем был отчислен из Архитектурного института (позже оба восстановлены). Макаревич вспоминает: «…пришла установка очистить ряды советских студентов от волосатой нечисти. Под эту категорию попал я, Лешка Романов… Установка, конечно, была закрытой, и поводом к исключению послужил какой-то идиотский предлог… Учились мы хорошо, хвостов не имели, и вся история выглядела бредово. Помню, как сокурсники наши стихийным табуном ломанулись к ректору за правдой и как они по одному выходили оттуда, пряча глаза и разводя руками. Я просто физически ощущал, как невидимая стена прошла между нами и ними, а ведь мы с Лешкой были совсем не последние ребята в институтской тусовке».
В 1974 году исключение из МАРХИ официально было обставлено как наказание за несвоевременный уход с работы на овощной базе. Романов: «Перекидали тонну лука, как и было велено, выпили бутылку и пошли домой. Преп-надзиратель Мошкин накатал записку в деканат: „Ушли, не приступив к работе“. „Подельников“ было трое: Раков, Романов, Макаревич. Друзья добавляли: „Сахаров, Солженицын“ — время такое было. Комсорг курса собрал делегацию, отправились к ректору разбираться, вышли бледные от злости. „У нас музыканты не учатся“, — было сказано».  В итоге Макаревич перевелся на вечерний, а Алексей — на другой факультет и закончил на дневном отделении.
С 1974-го по лето 1975-го Романов был солистом «Машины времени», выступая вместе с Андреем Макаревичем, Александром Кутиковым и Сергеем Кавагоэ. Макаревич пишет: «…не чувствовал себя в своей тарелке Лёшка, хотя ни он, ни мы не могли понять, почему, собственно. Мы пытались сделать несколько его песен, а мои он пел как-то не так — во всяком случае, мне так казалось. …в конце концов он пропал дня на два, я поехал к нему, долго плутал в потёмках Тёплого Стана, застал его дома, состоялся какой-то смутный разговор, из которого получалось, что он никак не может почувствовать своё место в нашей команде — и мы расстались друзьями». Среди песен, едва не попавших в репертуар «Машины времени», была и «Есть у меня песни различные…» — вещь, с которой позже начинался первый магнитоальбом «Воскресения».
В 1975 году Романов стал солистом группы «Опасная зона», куда, помимо него, входили Алексей Макаревич — лидер-гитара; Олег Друкаров — электроорган; Сергей Андреев — бас-гитара; Игорь Котлов — ударные.
В 1976-м группа стала называться «Кузнецкий мост». В репертуар «Кузнецкого моста» входили будущие знаменитые хиты «Воскресения»: «Кто виноват?» и «Снежная баба».
В 1979 году Сергей Кавагоэ и Евгений Маргулис, уйдя из «Машины времени», предложили Алексею Романову сотрудничество. Имея способности организатора, Кавагоэ обязался найти аппаратуру, если будет репертуар. Так возникла группа «Воскресение». Осенью 1980-го первый состав «Воскресения» распался; Маргулис стал бас-гитаристом «Аракса». Поскольку «Аракс» не только исполнял некоторые песни Романова, но и музыканты группы писали песни на его стихи, тот какое-то время числился в «Араксе» автором, и его трудовая книжка, ранее бывшая в Госхимпроекте, при помощи отца, теперь находилась в Московской областной филармонии.
Вскоре «Воскресение» возрождается в составе Романов — Никольский — Сапунов — Шевяков. В 1982-м бывший менеджер (формально — художественный руководитель) «Машины времени» Ованес Мелик-Пашаев предлагает Романову работать на профессиональной сцене.
Романов вспоминает об этом: «…предложение Мелик-Пашаева оказалось очень кстати. В составе с Никольским меня мало что держало… Гораздо больше времени я проводил в компании с Вадимом Голутвиным, тогда ушедшим из „Аракса“, группа Мелик-Пашаева собралась вокруг нашего альянса». Впоследствии эта группа стала называться «СВ».
В 1983 году Генеральный секретарь ЦК КПСС и бывший руководитель КГБ Юрий Андропов распорядился заново рассмотреть все закрытые дела, среди которых было дело о «левом концерте» «Воскресения». Обвинение выдвигалось против Романова и звукооператора группы Александра Арутюнова.

Следствие по этому делу вела женщина по фамилии Травина (из УВД Мособлисполкома). Остальных участников группы спасло чудо: вызванные на допрос чуть позже, они успели проконсультироваться с юристами (и заочно — с В. Альбрехтом), поэтому на вопросы о том, получали ли они гонорары от комсомольских и профсоюзных организаций, отвечали непрошибаемым «нет» … они до конца процесса оставались свидетелями, — в отличие от Романова, который сказал «да».
— Илья Смирнов

Несмотря на постоянные задержания, закрытия сейшенов и т. д., никто из московских музыкантов, кажется, не пострадал, хотя под следствием были многие. Кроме, пожалуй, идиотской истории с Лёшкой Романовым, который сам себя оговорил.
— Андрей Макаревич
В августе Романов и Арутюнов были арестованы. Им инкриминировалась частная предпринимательская деятельность в виде продажи билетов на один из концертов. Алексей Романов провёл девять месяцев в Бутырской тюрьме, затем два в Серпухове (у музыканта конфисковали телевизор, неработающий проигрыватель «Корвет», за который потом на суде забрали 170 рублей, магнитофон «Комета», два кресла, его гитару — красный японский Fender — и все деньги со сберкнижки).
В мае 1984 дело было передано на рассмотрение в суд. Заседание проходило в городе Железнодорожный. Суд вынес приговор: Романову — три с половиной года условно и конфискация имущества, Арутюнову — три года колонии.

 Как в старой поговорке — был бы человек, а статья найдётся. Так что три года с конфискацией имущества для меня как-то сочинились. Вообще-то, я попал по глупости, потому что врать не умею. Знающие люди говорили: ни в чём не сознавайся. А я после того, как просидел четырнадцать дней в КПЗ, потерял контроль над собой и признался во всём, лишь бы отвязались. После этого меня перевели в Бутырку. Полгода в камере без допросов, в грязи — это, конечно, была пытка. Слава богу, что мои родители подняли шум, дело пересмотрели в суде и меня выпустили.

В КПЗ ни читать, ни писать нельзя. Там можно только считать клопов и смотреть, как перемещаются солнечные зайчики. А в одиночке я пустился в свои излюбленные восточные дела — медитировал, поднимался над полом, вспоминал детально свою жизнь… Были у меня романтические надежды, что я что-нибудь там сочиню, но ничего не получилось. Кстати, в тюрьме мне пришлось пройти экспертизу на предмет сумасшествия — судьба предоставила возможность откосить. Но я по здравому размышлению понял, что лучше лагерь, чем дурдом. Из лагеря рано или поздно выходят, а из дурдома — никогда. Он поселяется внутри человека.— Алексей Романов
Мелик-Пашаев и некоторые музыканты ушли; Голутвин и другие продолжали ждать Романова, готовили концертную программу «Московское время», основанную на стихах Юрия Левитанского и других известных поэтов. При записи альбома вернувшийся из тюрьмы Романов (спевший и сыгравший на бас-гитаре) смог предложить только одну свою новую песню — «Спешит моя радость».
В 1985-м стал участником организованного Мелик-Пашаевым проекта «В едином ритме». В проекте участвовал и Владимир Кузьмин; когда Кузьмин ушёл, игравший с ним бас-гитарист Евгений Казанцев начал аккомпанировать Романову. Он играл в 1987 году на танцах в Сокольниках, параллельно работал в Перовском «Досуге».
В 1987 Романов снова воссоединился с Голутвиным в группе «СВ», приведя туда и Казанцева; по этому случаю вышел альбом «Возвращение».
В 1990 году, после записи виниловой пластинки «СВ» «Солдат вселенной» Романов, Казанцев, барабанщик Юрий Китаев решили исполнять новые песни втроём и покинули группу.
В 1991 Казанцева заменил Андрей Сапунов, а ещё через год Китаева заменил Алексей Коробков, затем сын знаменитого певца Андрей Кобзон. Трио давало концерты, приняло участие в организованной Александром Барыкиным телепередаче «Живая вода», которая пропагандировала исполнение музыки не под фонограмму; Романов спел там свою близкую к панк-року песню «Моя последняя любовь (по прозвищу Смерть)». Однако выпустить альбом «Семь вещей» на компакт-диске трио удалось только в 1995 году, через год после того, как снова начала существовать группа «Воскресение». В записи приняли участие также (как саксофонист) Владимир Пресняков-старший и последний клавишник «СВ» Андрей Миансаров.
Песню «Светлая горница» Романов написал не на собственные стихи, а на стихотворение поэта Серебряного века Михаила Кузмина. Шесть песен Романова спел сам автор и только одну («Мне тебя утешить нечем») — Сапунов.
В 2009 году, отвечая на вопросы онлайн конференции «Аргументы и факты», Романов сообщил, что в 2003 году бросил курить по причине проблем с голосовыми связками. «Я молчал месяца 3, предстояла операция, слава богу, ничего не вышло. Очень помогла врач-фониатр Зоя Андреевна Изгарышева из поликлиники Большого театра, она меня за пару недель вытащила. Через полгода я уже пел. Честно говоря, испугался по-страшному. Потому что переквалифицироваться в управдома мне уже поздно».
Лидером «Воскресения» Алексей остаётся по сей день. Получил высшее музыкальное образование, пройдя обучение на кафедре эстрадно-джазового пения в Государственной классической академии имени Маймонида в Москве.
«Я не ставлю приоритетом постоянный выпуск новых альбомов. Каждая работа должна быть новым словом в музыке, а не очередной вариацией старого. Так что пока ничего из нового публиковать не намерен».
В декабре 2015 года в Центральном доме литераторов состоялись презентация книги «Всё сначала» и творческий вечер-концерт Алексея Романова.
В 2016 году вместе с Евгением Маргулисом создал проект «Группа выходного дня», с которым они выступали на различных мероприятиях, например, «Фестивальная ночь» 3 марта 2018 года в Ханты-Мансийске в рамках 16-го Международного фестиваля кинодебютов «Дух огня», генеральным партнёром являлась компания «Газпром нефть».

## Личная жизнь
Первая жена — Алла Михайловна Голубкина (1960), врач-косметолог, впоследствии была супругой Андрея Макаревича.
Вторая жена — Лариса Николаевна Хитана — бывшая участница танцевального трио Бориса Моисеева «Экспрессия», затем — ансамбля фламенко «Los de Moscu».

## Санкции
7 января 2023 года, из-за вторжения России на Украину, внесён в санкционный список Украины против лиц «которые публично призывают к агрессивной войне, оправдывают и признают законной вооруженную агрессию РФ против Украины, временную оккупацию территории Украины». Предполагается блокировка активов на территории страны, приостановка выполнения экономических и финансовых обязательств, прекращение культурных обменов и сотрудничества, лишение украинских госнаград.

## Дискография

### Группа «Воскресение»
Студийные альбомы
- 1979—1980 — Воскресение 1 (в 1993 году вышло ремастеринговое переиздание двойным диском, содержащее песни с альбома «79» и записи 80 года, он же «Кто виноват? / Воскресение 79—80». В 2002 году вышла ремастеринговая версия альбома «79».)
- 1981 — Воскресение 2 (в 1992 году вышло ремастеринговое переиздание)
- 2001 — Всё сначала (новые записи песен разных лет)
- 2003 — Не торопясь

Концертные альбомы
- 1994 — Концерт. ДК Мехтех (1982)
- 1995 — Мы вас любим — двойной, запись концерта в зале «Россия» 16 июня 1994
- 1995 — Живее всех живых — запись концерта в зале «Promotion club» 28.03.95
- 1998 — Живая коллекция — запись с концерта на телевидении
- 2000 — 50 на двоих — совместный концерт с группой Машина Времени (20 лет группе «Воскресение» и 30 лет «Машине Времени») в спорткомплексе «Олимпийском»
- 2003 — Не торопясь Live — концерт-премьера альбома «Не торопясь» в УСЗ «Дружба» 5 марта 2003 года
- 2005 — Посмотри, как я живу — концерт в ГЦКЗ Россия 20.09.2001, издан — студия «Союз»
- 2005 — Я привык бродить один — концерт в ГЦКЗ Россия 20.09.2001, издан — студия «Союз»

Сборники
- 1994 — Солнцем освещённая дорога
- 1996 — Легенды русского рока, «Воскресение», выпуск 1
- 2002 — Легенды русского рока, «Воскресение», выпуск 2

### Трио: Романов — Сапунов — Кобзон
Студийные альбомы
- 1995 — 7 вещей

### Сольное творчество
Концертные альбомы
- 1994 — Акустический концерт (Алексей Романов и Константин Никольский)
- 2004 — По дороге разочарований (переиздание сета Алексея Романова)

Синглы
- 2020 — «Хемингуэй» (Alex Pilips и «Братья Карамазова»)

### Группа «СВ»
Студийные альбомы'
- 1983 — Радуюсь
- 1984 — Московское время
- 1987 — Возвращение
- 1988 — Делай своё дело
- 1990 — Солдат вселенной

Концертные альбомы
- 1990 — Концерт, посвященный 10-летию группы Воскресение
- 1991 — «Машине времени» — ХХ!

### Трио: Романов, Китаев & Макиенко
Концертные альбомы
- 2016 — Апрель (Live)[24]